# Elektroporacja

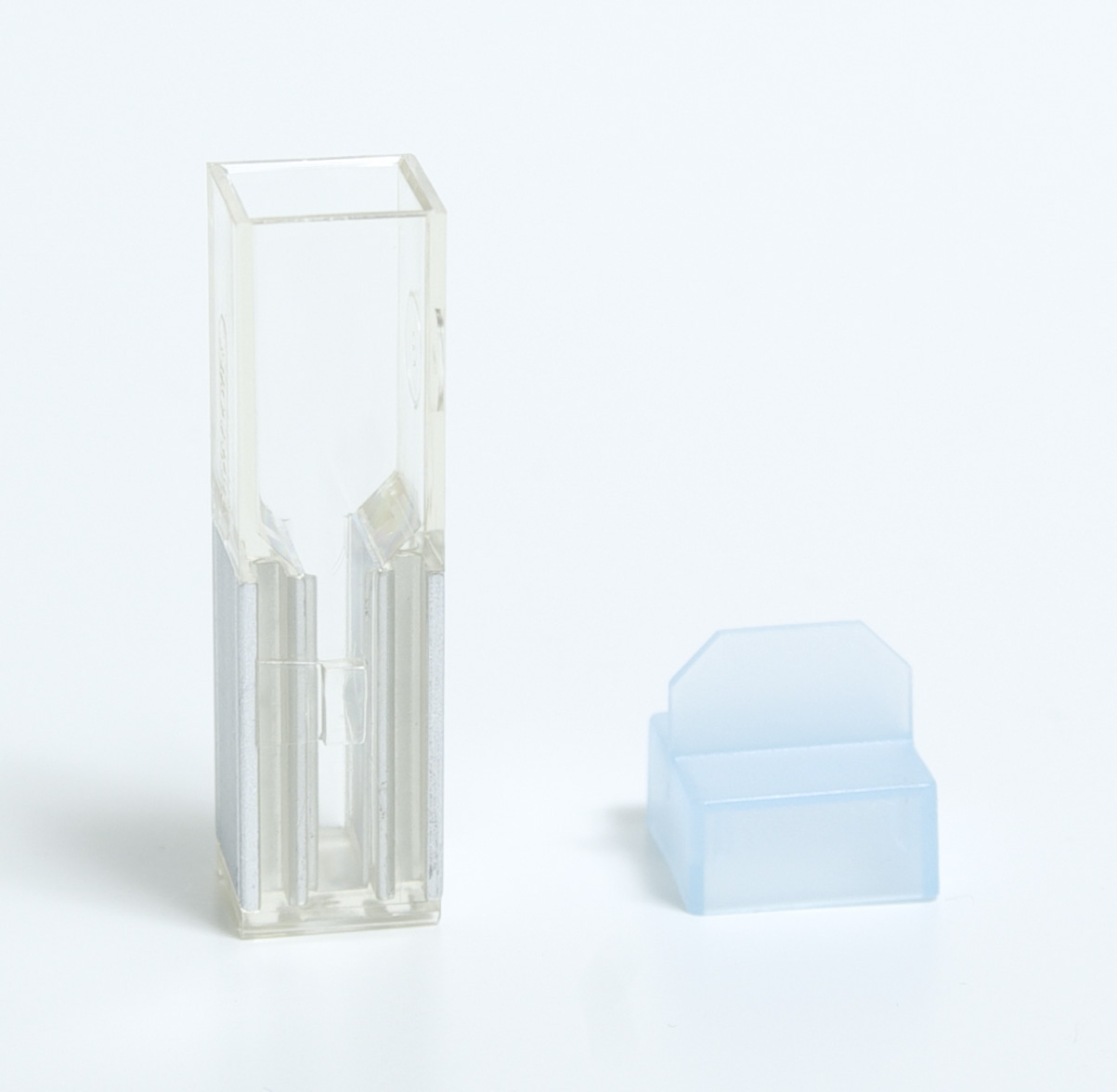
Kuweta do elektroporacji.

Elektroporacja – zastosowanie pola elektrycznego do odwracalnego uszkodzenia błony komórkowej w celu dokonania transformacji komórek (bakteryjnych lub grzybowych) lub protoplastów roślinnych.